# Johann Friedrich Fechhelm

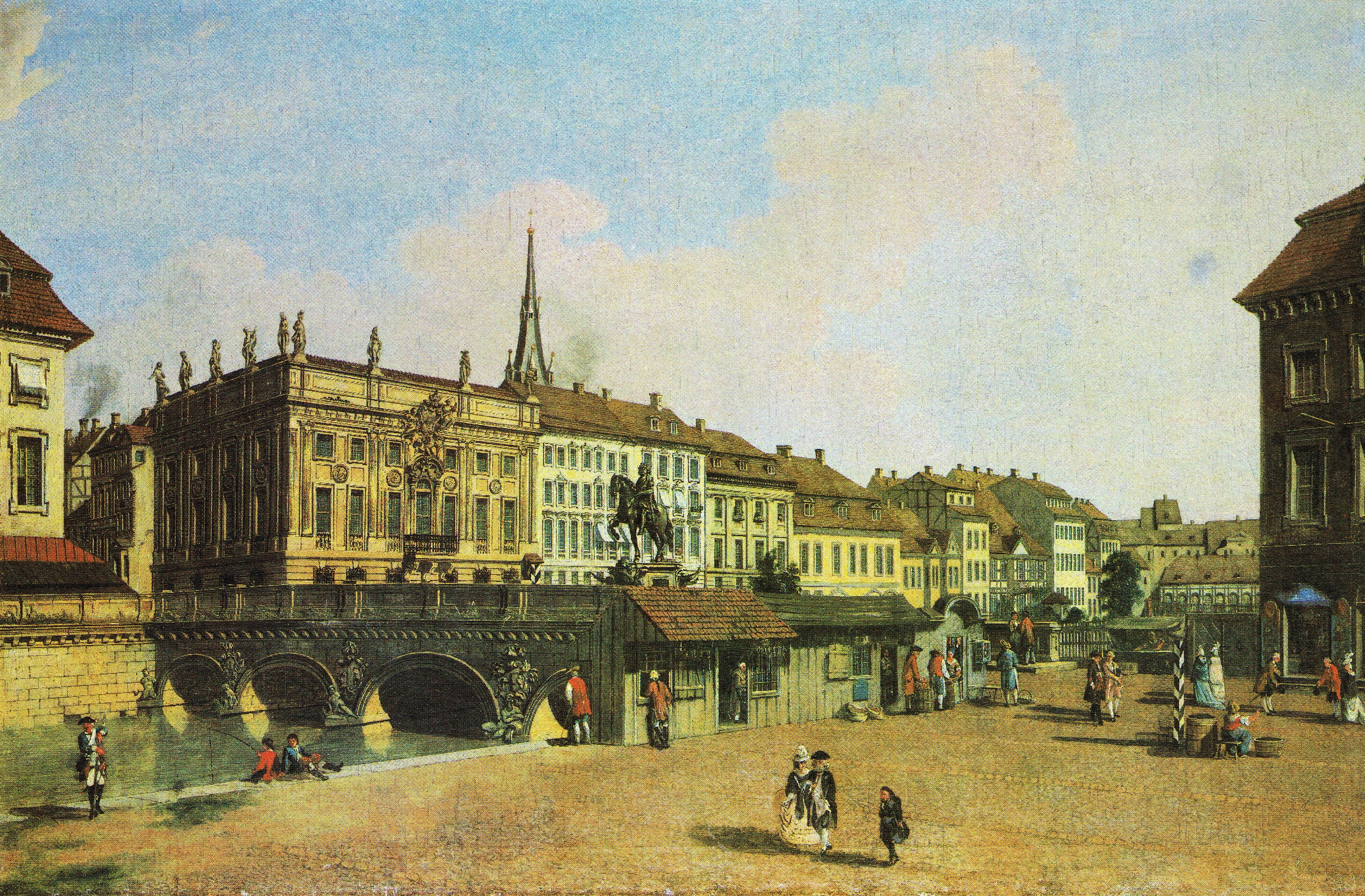
Kurfürstenbrücke in Berlin 1785
Gemälde von Johann Friedrich Fechhelm

Johann Friedrich Fechhelm (* 14. Mai 1746 in Dresden; † 30. März 1794 in Berlin) war ein deutscher Maler.
 
Johann Friedrich Fechhelm war der Sohn von Carl Friedrich Fechhelm und in Berlin als Königlicher Kabinettsmaler tätig. Seine bevorzugten Techniken waren Öl- und Freskomalerei. 1789 wurde er außerordentliches Mitglied der Akademie der Künste in Berlin, in der  er von 1786 bis 1791 ausstellte. Zu seinen Werken gehören Wandmalereien im Schloss Rossewitz bei Güstrow/Mecklenburg und Ölgemälde, die sich im Besitz der Museen in Breslau und Schwerin befinden.